# Psychoglypha browni
Psychoglypha browni là một loài Trichoptera trong họ Limnephilidae. Chúng phân bố ở miền Tân bắc.